# Radio Club de Costa Rica
Der Radio Club de Costa Rica (RCCR), deutsch „Costa-ricanischer Amateurfunkverband“, wörtlich „Amateurfunk-Club von Costa Rica“, ist die nationale Vereinigung der Funkamateure in Costa Rica.

## Geschichte
Der RCCR hat seinen Sitz unmittelbar südöstlich der Rotonda Garantías Sociales („Rotunde der Sozialgarantien“) im Distrikt Zapote der costa-ricanischen Hauptstadt San José. Laut eigener Statuten ist er:
- eine gemeinnützige soziale öffentliche Einrichtung, die in wissenschaftlicher, gesetzlicher, kultureller und ethischer Hinsicht mit dem Amateurfunk verbunden ist.

Zu seinen Zielen gehören:
- die Förderung wissenschaftlich-technischer Studien und Experimente durch Gespräche, Konferenzen und Wettbewerbe,
- die Weitergabe wissenschaftlicher Erkenntnisse und sonstiger Forschungsergebnisse,
- die Zusammenarbeit mit nationalen Behörden und internationalen Organisationen,
- die Hilfeleistung in Notfällen oder bei Naturkatastrophen,
- die Förderung der Freundschaft zu vergleichbaren Gruppen im In- und Ausland, insbesondere zu anderen Amateurfunkverbänden, und
- die Aus- und Weiterbildung von Funkamateuren.[2]

Der RCCR ist Mitglied in der International Amateur Radio Union (IARU Region 2), der internationalen Vereinigung von Amateurfunkverbänden, und vertritt dort die Interessen der Funkamateure des Landes. Die IARU Region 2 ist die Organisation der IARU, die für den amerikanischen Doppelkontinent (ITU-Region 2) zuständig ist. Deren Ziele sind insbesondere:
- Schutz und Vertretung der Interessen des Amateurfunks in der Region,
- Aufbau und Aufrechterhaltung von Beziehungen zu den IARU-Regionen 1 und 3,
- Förderung der Funkkommunikation zwischen Funkamateuren der verschiedenen Länder und Gebiete der Region und
- Förderung der Funktechnik.[4]

Darüber hinaus gehört er der Federación de Radioaficionados de Centroamérica (FRACAP) an, der „Föderation der Funkamateure Mittelamerikas“, die am 23. April 1960 gegründet wurde und eine Vereinheitlichung des Amateurfunks in wissenschaftlicher, rechtlicher, kultureller und ethischer Hinsicht in Mittelamerika anstrebt.